# (17395) 1981 EA44
A (17395) 1981 EA44 a Naprendszer kisbolygóövében található aszteroida. Schelte J. Bus fedezte fel 1981. március 6-án.